# Cayo Musha
El Cayo Musha (en inglés: Musha Cay) es una isla de propiedad privada en la cadena de Exuma, en las Bahamas meridionales. Posee 150 acres de superficie (1/4 de milla cuadrada). Está situada a 85 millas (137 kilómetros) al sureste de Nassau. Es propiedad del ilusionista David Copperfield.
Musha Cay está rodeada por tres islas más pequeñas que mantienen la privacidad de sus huéspedes. Sólo puede haber un grupo de personas,  hasta veinte y cuatro, en un momento dado.